# Dirceu Siqueira
Dirceu Siqueira (* 29. September 1929 in São Paulo; † 1999 in Mexiko), in seiner Heimat Brasilien auch unter dem Spitznamen Maravilha Negra (dt. Das schwarze Wunder) sowie in Mexiko als Cheo bekannt, war ein brasilianischer Fußballspieler auf der Position eines Stürmers.

## Laufbahn
Dirceu begann seine fußballerische Laufbahn in der in São Paulo gelegenen Fußballschule Mocidade do Glicério FC und spielte zu Beginn seiner Karriere für diverse Amateurmannschaften seiner Heimatstadt. Seinen ersten Profivertrag erhielt er beim Eisenbahnerverein Associação Ferroviária de Esportes aus Araraquara, einer Stadt im Zentrum des Bundesstaates São Paulo, die rund 270 km nördlich der gleichnamigen Hauptstadt liegt. 1955 hatte Dirceu maßgeblichen Anteil am bis dahin größten Erfolg der Vereinsgeschichte, als die Meisterschaft der Segunda Divisão gewonnen wurde.
1961 wechselte Dirceu nach Mexiko, wo er in der Saison 1961/62 mit Atlas Guadalajara den mexikanischen Pokalwettbewerb gewann. Nach wenigen Jahren bei Atlas musste er seine aktive Laufbahn aufgrund einer Knieverletzung beenden. Er blieb seiner neuen Heimatstadt Guadalajara, der Hauptstadt des Bundesstaates Jalisco, ein Leben lang verbunden und trainierte in den nächsten Jahren diverse Amateurmannschaften in Mexiko und insbesondere im Bundesstaat Jalisco.